# Solonyziwka
Solonyziwka (ukrainisch Солоницівка; russisch Солоницевка Solonizewka) ist eine Siedlung städtischen Typs in der Ukraine mit etwa 13.000 Einwohnern (2014).

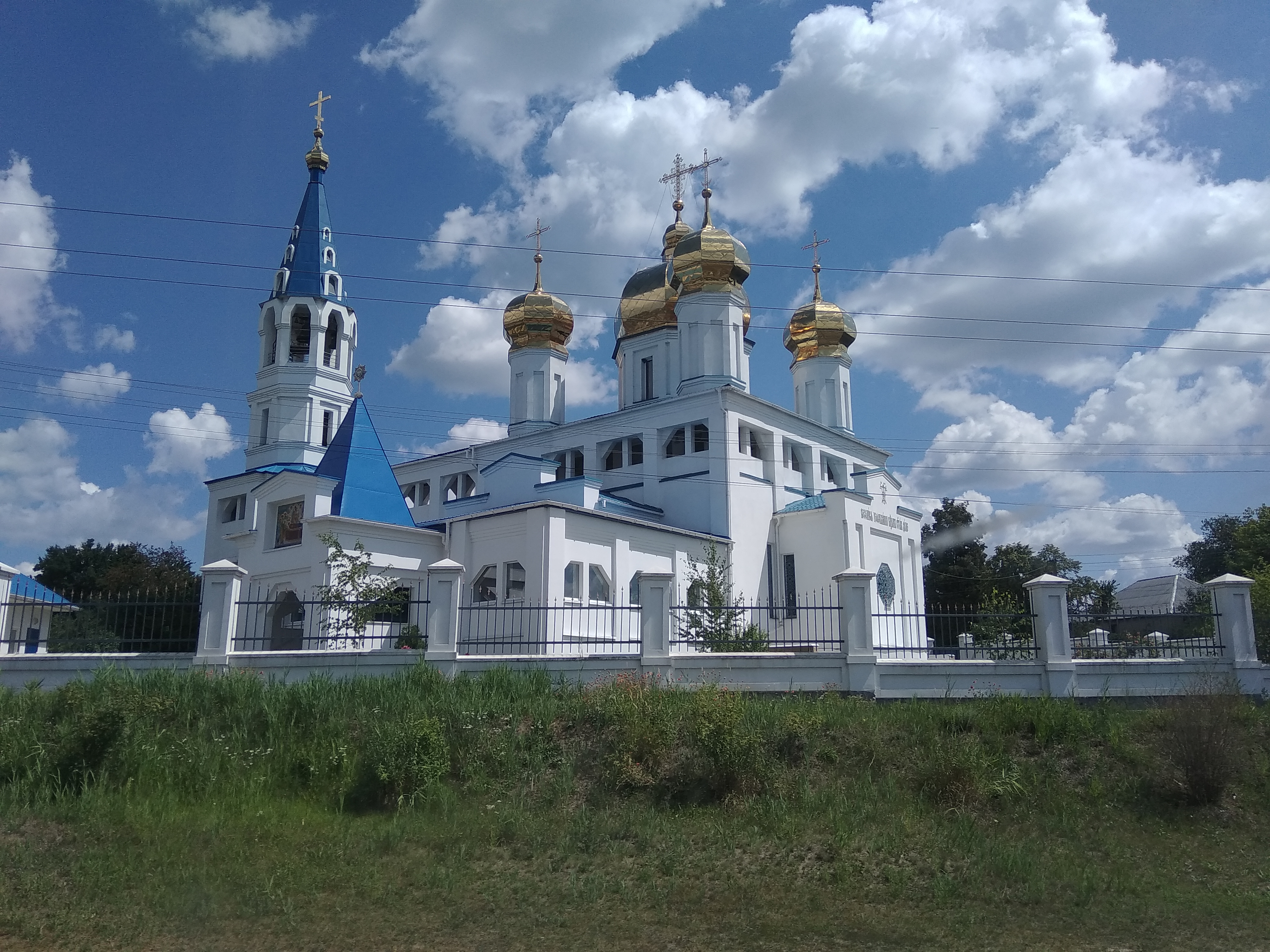
Kirche im Ort

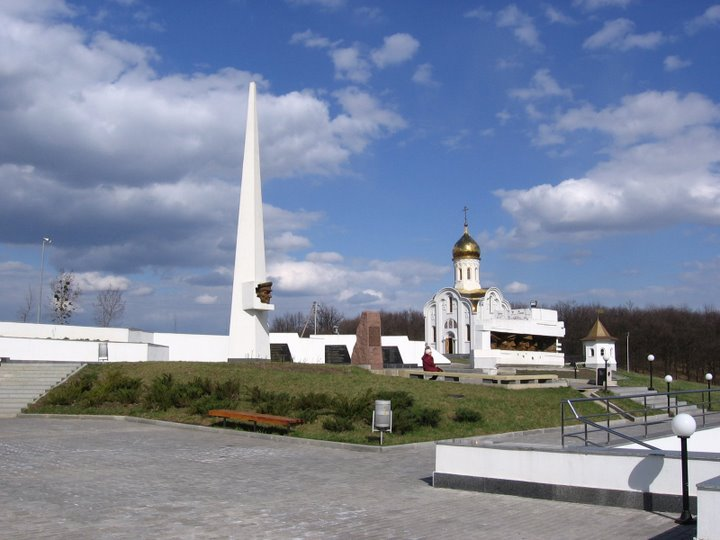
Gedenkstätte für Marschall Iwan Konew in Solonyziwka

Solonyziwka wurde im Jahre 1650 gegründet und erhielt 1938 den Status einer Siedlung städtischen Typs.
Auf einer Anhöhe bei der Ortschaft befindet sich eine Gedenkstätte für den Marschall der Sowjetunion Iwan Konew ⊙.

## Geographie
Solonyziwka liegt am Ufer des Udy und an der Regionalstraße P–46 17 km westlich vom Oblastzentrum Charkiw und 27 km südwestlich vom ehemaligen Rajonzentrum Derhatschi.

## Verwaltungsgliederung
Am 12. Juni 2020 wurde die Siedlung zum Zentrum der neugegründeten Siedlungsgemeinde Solonyziwka (Солоницівська селищна громада/Malodanyliwska selyschtschna hromada). Zu dieser zählen auch die 2 Siedlungen städtischen Typs Peresitschne und Wilschany, die 11 in der untenstehenden Tabelle aufgelisteten Dörfer sowie die Ansiedlungen Beresiwske, Hryhoriwka, Kurortne und Piwdenne, bis dahin bildete es zusammen mit den Dörfern Kurjaschanka, Podwirky und Sirjaky die gleichnamige Siedlungratsgemeinde Solonyziwka (Солоницівська селищна рада/Malodanyliwska selyschtschna rada) im Süden des Rajons Derhatschi.
Am 17. Juli 2020 kam es im Zuge einer großen Rajonsreform zum Anschluss des Rajonsgebietes an den Rajon Charkiw.
Folgende Orte sind neben dem Hauptort Solonyziwka Teil der Gemeinde:
| Name                     | Name          | Name                            |
| ukrainisch transkribiert | ukrainisch    | russisch                        |
| ------------------------ | ------------- | ------------------------------- |
| Beresiwske               | Березівське   | Березовское (Beresowskoje)      |
| Besrukiw                 | Безруків      | Безруков (Besrukow)             |
| Dworitschnyj Kut         | Дворічний Кут | Двуречный Кут (Dwuretschny Kut) |
| Hryhoriwka               | Григорівка    | Григоровка (Grigorowka)         |
| Hukiwka                  | Гуківка       | Гуковка (Gukowka)               |
| Jaroschiwka              | Ярошівка      | Ярошовка (Jaroschowka)          |
| Kurjaschanka             | Куряжанка     | Куряжанка                       |
| Kurortne                 | Курортне      | Курортное (Kurortnoje)          |
| Peresitschne             | Пересічне     | Пересечное (Peresetschnoje)     |
| Piwdenne                 | Південне      | Пивденное (Piwdennoje)          |
| Podwirky                 | Подвірки      | Подворки (Podworki)             |
| Poljowa                  | Польова       | Полевая (Polewaja)              |
| Protopopiwka             | Протопопівка  | Протопоповка (Protopopowka)     |
| Sirjaky                  | Сіряки        | Сиряки (Sirjaki)                |
| Ternowa                  | Тернова       | Терновая (Ternowaja)            |
| Wilschany                | Вільшани      | Ольшаны (Olschany)              |
| Wjasowe                  | В'язове       | Вязовое (Wjasowoje)             |